# Ello (gemeente)
Ello is een gemeente in de Italiaanse provincie Lecco (regio Lombardije) en telt 1202 inwoners (31-12-2004). De oppervlakte bedraagt 2,4 km², de bevolkingsdichtheid is 555 inwoners per km².

## Demografie
Ello telt ongeveer 415 huishoudens. Het aantal inwoners steeg in de periode 1991-2001 met 23,2% volgens cijfers uit de tienjaarlijkse volkstellingen van ISTAT.
| Jaar | Inwoneraantal |
| ---- | ------------- |
| 1991 | 901           |
| 2001 | 1.110         |
| 2023 | 1.191         |

## Geografie
Ello grenst aan de volgende gemeenten: Colle Brianza, Dolzago, Galbiate, Oggiono.

## Geboren
- Michele Beretta (1994), autocoureur